# Rangordningen i dess utformning 1735
Den svenska rangordningen i dess utformning 1735.
| Rangklass | Militärer | Domstolsväsendet                                                  | Hovet                                                            | Övriga |
| --------- | --- | ----------------------------------------------------------------- | ---------------------------------------------------------------- | --- |
| 1.        | Fältmarskalk | President för hovrätt och kollegier                               | -                                                                | - |
| 2.        | Generalfälttygmästare | -                                                                 | -                                                                | - |
| 3.        | - | President för tribunalen i Wismar                                 | -                                                                | - |
| 4.        | General | -                                                                 | -                                                                | - |
| 5.        | Generallöjtnant | -                                                                 | -                                                                | - |
| 6.        | - | Justitiekansler                                                   | Hovkansler                                                       | - |
| 7.        | Generalmajor Amiral Kaptenlöjtnant vid Livdrabanterna | -                                                                 | -                                                                | Landshövding Statssekreterare |
| 8.        | Överste vid Livgardet | -                                                                 | Hovmarskalk Överintendent                                        | - |
| 9.        | Överste vid Livregementet eller Livdragonerna | -                                                                 | -                                                                | - |
| 10.       | Överste vid artilleriet | -                                                                 | -                                                                | - |
| 11.       | Överste (övriga armén) Viceamiral Löjtnant vid Livdrabanterna Generaladjutant hos Kungl Maj:t                                                                                         | -                                                                 | -                                                                | Regeringsråd i Pommern |
| 12.       | Överstelöjtnant vid Livgardet | -                                                                 | -                                                                | Lantråd i Pommern |
| 13        | Överstelöjtnant vid Livregementet eller Livdragonerna | -                                                                 | -                                                                | - |
| 14.       | - | Revisionssekreterare                                              | -                                                                | - |
| 15.       | - | -                                                                 | Hovstallmästare                                                  | - |
| 16.       | - | Vice hovrättspresident                                            | -                                                                | - |
| 17.       | - | Vicepresident vid tribunalen i Wismar                             | -                                                                | - |
| 18.       | - | Hovrättsråd Lagman                                                | Ceremonimästare                                                  | Krigsråd Amiralitetskammarråd Kammarråd Statskommissarie Bergsråd Kommerseråd Kammarrevisionsråd Underståthållare |
| 19.       | Överstelöjtnant vid artilleriet | -                                                                 | -                                                                | - |
| 20.       | Generalkvartermästarlöjtnant | -                                                                 | -                                                                | -. |
| 21.       | Överstelöjtnant (övriga armén) Kvartermästare och adjutant vid Livdrabanterna | Assessor vid tribunalen i Wismar Direktör vid Pommerska hovrätten | -                                                                | Lantfogde på Rügen |
| 22 .      | Major vid Livgardet | -                                                                 | -                                                                | - |
| 23.       | Major vid Livregementet eller Livdragonerna | -                                                                 | -                                                                | - |
| 24.       | Schoutbynacht | -                                                                 | -                                                                | - |
| 25.       | - | -                                                                 | Kammarherre Hovjägmästare Arkiater Hovintendent Andre livmedicus | - |
| 26.       | Major vid artilleriet Tygmästare | -                                                                 | -                                                                | - |
| 27.       | Major vid fortifikationen | -                                                                 | -                                                                | |
| 28.       | Major (övriga armén) Stadsmajor Korpral vid Livdrabanterna | -                                                                 | -                                                                | - |
| 29.       | Kapten och regementskvartermästare vid Livgardet | -                                                                 | -                                                                | - |
| 30.       | Ryttmästare vid Livregementet Kapten vid Livdragonerna | -                                                                 | -                                                                | - |
| 31.       | - | Hovrättsassessor Generalauditör Amiralitetsjustitiarie            | -                                                                | Sekreterare vid Kungl Maj:ts kansli Kommissionssekreterare Borgmästare i Stockholm Överdirektör för Stora Sjötullen Censor Librorum |
| 32.       | - | -                                                                 | Vice Ceremonimästare                                             | Överdirektör för Småtullarna Krigskommissarie hos Kungl Maj:t Generalkrigskommissarie |
| 33.       | - | -                                                                 | Kunglig räntmästare Slottsfogde                                  | Amiralitetsöverkommissarie |
| 34.       | Kapten vid artilleriet | -                                                                 | -                                                                | - |
| 35.       | Kapten vid fortifikationen | -                                                                 | -                                                                | - |
| 36.       | Ryttmästare (övriga kavalleriet) Kapten (övriga armén) Regementskvartermästare Löjtnant vid Livgardet Livregementet eller Livdragonerna Kaptenlöjtnant Vicekorpral vid Livdrabanterna |                                                                   | Hovjunkare                                                       | Assessor i kollegierna och Collegium Medicum Direktör för lantmäteriet Professor Bibliotekarie eller Räntmästare vid universiteten Fältkamrer Fältöverkommissarie Bibliotekarie vid Kungl Biblioteket Translator vid Kungl Maj:ts kansli Hovråd i Pommern |
| 37.       | Fänrik eller adjutant vid Livgardet Löjtnant vid artilleriet | Sekreterare eller advokatfiskal vid hovrätterna                   | Hovkvartermästare Hovsekreterare                                 | Sekreterare eller advokatfiskal vid kollegierna |
| 38.       | Löjtnant vid fortifikationen | Kamrerare vid hovrätterna                                         | Hovkamrerare                                                     | Kamrerare vid kammarkollegiet statskontoret och övriga kollegier Sjömilitiekommissarie Varsvskommissarie Rådman och Stadssekreterare i Stockholm Häradshövding Bergmästare                                                                                |
| 39.       | Löjtnant (övriga armén) Kornett Underlöjtnant vid artilleriet Konduktör vid fortifikationen Fänrik Adjutant Livdrabant                                                                | Överauditör i fält                                                | -                                                                | Generalguvernementssekreterare Protonotarie och Aktuarie i Kungl Maj:ts kansli Borgmästare i rikets övriga städer |
| 40.       | - | Auditör Krigsfiskal                                               | Hovauditör                                                       | Generalguvernementskamrerare Kommissarie vid kommerskollegium och kammarrevisionen Presidentsekreterare i Kungl Maj:ts kansli Registrator i Kungl Maj:ts kansli Landssekreterare Rådman och Stadssekreterare i Göteborg Fältsekreterare Landskamrerare    |